# ستيف يياغر
ستيف يياغر (بالإنجليزية: Steve Yeager) هو لاعب كرة قاعدة أمريكي، ولد في 24 نوفمبر 1948 في هنغتينغتون في الولايات المتحدة.

## وصلات خارجية
- ستيف يياغر على موقع دوري كرة القاعدة الرئيسي (الإنجليزية)
- ستيف يياغر على موقعبيزبول رفرنس.كوم (الدوري الرئيسي) (الإنجليزية)
- ستيف يياغر على موقعبيزبول رفرنس.كوم (الدوري الثانوي) (الإنجليزية)
- ستيف يياغر على موقع جمعية أبحاث البيسبول الأمريكية (الإنجليزية)
- ستيف يياغر على موقع إي إس بي إن.كوم (أم.أل.بي) (الإنجليزية)
- ستيف يياغر على موقع مشجعي الرسوم البيانية (الإنجليزية)
- ستيف يياغر على موقع IMDb (الإنجليزية)
- ستيف يياغر على موقع قاعدة بيانات الفيلم (الإنجليزية)